# Atopobium fossor
Atopobium fossor es una especie de bacteria grampositiva del género Atopobium. Fue descrita en el año 1999. Su etimología hace referencia a profundo. Anteriormente conocida como Eubacterium fossor, descrita en 1986. Es anaerobia estricta e inmóvil. Tiene un tamaño de 0,3 μm de ancho por 0,5-0,9 μm de largo. Forma colonias pequeñas, con el centro elevado. Catalasa negativa. Es sensible a los antibióticos : penicilina, ampicilina, carbenicilina, doxiciclina, cloranfenicol y eritromicina. Tiene un contenido de G+C de 44%. Se ha aislado de la faringe de caballos en Australia. 